# Brad Jones (cầu thủ bóng đá)
Bradley Scott "Brad" Jones (sinh ngày 19 tháng 3 năm 1982) là một cầu thủ bóng đá người Úc hiện thi đấu cho câu lạc bộ Al-Nassr ở vị trí thủ môn.
Jones là thành viên của Middlesbrough trong gần 10 năm và từng có thời gian được cho mượn tại các câu lạc bộ Stockport, Rotherham United, Blackpool, Sheffield Wednesday và Shelbourne. Tháng 8 năm 2010, anh đến Liverpool với phí chuyển nhượng 2,3 triệu £ và thi đấu ở đây bốn mùa bóng trong vai trò thủ môn dự bị.

## Sự nghiệp câu lạc bộ
Sinh ở Armadale, Tây Úc, trong gia đinh có bố là người Úc và mẹ người anh đến từ vùng Maghull, Liverpool. Jones ký hợp đồng với Bayswater City SC ở Tây Úc.

### Middlesbrough
Sau đó anh được Middlesbrough F.C. ký hợp đồng, chơi ở đội trẻ của họ, và ký hợp đồng chuyên nghiệp với đội bóng vào tháng 3 năm 1999. Anh có trận ra mắt ở vòng 3 cúp FA gặp Notts County vào năm 2004 và ở mùa giải đó anh cùng đội bóng vô địch cúp Liên đoàn bóng đá Anh.
Anh đã từng được đem cho nhiều đội bóng mượn; ở mùa giải 2001-02 anh chơi 2 trận cho đội bóng Ireland Shelbourne, anh có trận ra mắt gặp đối thủ tuyền kiếp Bohemian ở Dalymount Park và để thủng lưới 4 bàn trong trận thắng 6-4 và một trong số đó tới từ cú đá phản lưới nhà. Sau đó anh được đem cho Stockport County và Blackpool mượn. Ở mùa giải 2005-06, trong màu áo Middlesbrough, Jones cản phá một cú đá penalty của Ruud van Nistelrooy trong trận hoà 0-0 với Manchester United.
Vào tháng 8 năm 2006, Jones được đem cho Sheffield Wednesday mượn trong 3 tháng. Anh có sự khởi đầu không ổn định trong màu áo mới, có một vài cú cản phá xuất thần những như để thủng lưới những quả phạt đền trong trận gặp Plymouth Argyle và Leeds United. Vào ngày 21 tháng 10, những người hâm mộ anh tấn công anh bằng việc ném xu và các vũ khí khác xuống sân trong một trận đấu ở sân nhà gặp Queens Park Rangers.
Sau khi Mark Schwarzer chuyển tới Fulham, Jones trở thành sự lựa chọn số 1 cho vị trí thủ môn ở Middlesbrough. Anh dính một chấn thương trong trận đấu thứ 2 ở mùa giải 2008-09, và bỏ lỡ 2 trận sau đó. Jones giành lại vị trí số 1 ở Middlesbrough vào tháng 1 năm 2009 và tiếp tục là sự lựa chọn số 1 khi Middlesbrough bị xuống hạng. Một hấn thương khác ở giai đoạn trước mùa giải đã khiến anh phải lỡ giai đoạn đầu Premier League nhưng có lại vị trí số 1 sau khi tân binh Danny Coyne để thủng lưới 5 bàn trong trận gặp West Bromwich Albion. Anh tiếp tục là sự lựa chọn số một trong khung thành Boro tới cuối mùa giải, mặc dù họ không thể giành xuất lên hạng.

### Liverpool
Vào ngày 17 tháng 8 năm 2010, Jones gia nhập Liverpool với giá 2,3 triệu bảng. Anh được mua về nhằm thực hiện luật "home-grown" của Premier League.

## Thi đấu quốc tế
Jones có trận ra mắt trong màu áo đội tuyển quốc gia vào ngày 5 tháng 2 năm 2007 để thay thế Mark Schwarzer trong một trận giao hữu.
Jones được ra sân từ đầu lần đầu tiên trong màu áo đội tuyển vào ngày 2 tháng 6 gặp đội tuyển bóng đá quốc gia Uruguay. Uruguay sau đó thắng 2-1 sau khi Jones lao ra bắt một quả tạt bóng, trái bóng bay qua hai tay anh và rơi vào đúng vị trí Álvaro Recoba và cầu thủ này đánh đầu vào lưới trống.
Jones là thành viên đội tuyển bóng đá quốc gia Úc tham dự Asian Cup 2007 lần đầu tiên, nhưng anh không được ra sân trận nào.
Sau khi được chọn là một trong 3 thủ môn của đội tuyển Úc tham dự World Cup 2010, anh rời đội tuyển để trở về gia đình sau khi nghe tin con trai anh bị bệnh ung thư bạch cầu, và anh không thể trở lại giải đấu.
Anh tiếp tục có tên trong danh sách 23 cầu thủ tham dự World Cup 2018 nhưng không có cơ hội ra sân, đội tuyển Úc đã rời giải với vị trí cuối bảng C.

## Thống kê sự nghiệp
Tính đến 27 tháng 9 năm 2016
| Mùa giải            | Giải đấu                   | Hạng                | Mùa giải | Mùa giải | Cúp quốc gia | Cúp quốc gia | Cúp liên đoàn | Cúp liên đoàn | Châu Âu | Châu Âu | Khác | Khác | Tổng cộng | Tổng cộng |
| Mùa giải            | Giải đấu                   | Hạng                | Trận     | Bàn      | Trận         | Bàn          | Trận          | Bàn           | Trận    | Bàn     | Trận | Bàn  | Trận      | Bàn       |
| ------------------- | -------------------------- | ------------------- | -------- | -------- | ------------ | ------------ | ------------- | ------------- | ------- | ------- | ---- | ---- | --------- | --------- |
| 2002–03             | Middlesbrough              | Premier League      | 0        | 0        | 0            | 0            | 0             | 0             | 0       | 0       | 0    | 0    | 0         | 0         |
| 2002–03             | Stockport County (mượn)    | Second Division     | 1        | 0        | 0            | 0            | 0             | 0             | –       | –       | 0    | 0    | 1         | 0         |
| 2003–04             | Blackpool (mượn)           | Second Division     | 5        | 0        | 0            | 0            | 0             | 0             | –       | –       | 2    | 0    | 7         | 0         |
| 2003–04             | Middlesbrough              | Premier League      | 1        | 0        | 1            | 0            | 0             | 0             | 0       | 0       | 0    | 0    | 2         | 0         |
| 2004–05             | Blackpool (mượn)           | League One          | 12       | 0        | 0            | 0            | 0             | 0             | –       | –       | 0    | 0    | 12        | 0         |
| 2004–05             | Middlesbrough              | Premier League      | 5        | 0        | 0            | 0            | 0             | 0             | 0       | 0       | 0    | 0    | 5         | 0         |
| 2005–06             | Middlesbrough              | Premier League      | 9        | 0        | 3            | 0            | 0             | 0             | 4       | 0       | 0    | 0    | 16        | 0         |
| 2006–07             | Sheffield Wednesday (mượn) | Championship        | 15       | 0        | 0            | 0            | 0             | 0             | –       | –       | 0    | 0    | 15        | 0         |
| 2006–07             | Middlesbrough              | Premier League      | 2        | 0        | 1            | 0            | 0             | 0             | –       | –       | 0    | 0    | 3         | 0         |
| 2007–08             | Middlesbrough              | Premier League      | 1        | 0        | 0            | 0            | 2             | 0             | –       | –       | 0    | 0    | 3         | 0         |
| 2008–09             | Middlesbrough              | Premier League      | 16       | 0        | 5            | 0            | 1             | 0             | –       | –       | 0    | 0    | 22        | 0         |
| 2009–10             | Middlesbrough              | Championship        | 23       | 0        | 0            | 0            | 0             | 0             | –       | –       | 0    | 0    | 23        | 0         |
| 2010–11             | Liverpool                  | Premier League      | 0        | 0        | 0            | 0            | 1             | 0             | 1       | 0       | 0    | 0    | 2         | 0         |
| 2010–11             | Derby County (mượn)        | Championship        | 7        | 0        | 0            | 0            | 0             | 0             | –       | –       | 0    | 0    | 7         | 0         |
| 2011–12             | Liverpool                  | Premier League      | 1        | 0        | 1            | 0            | 0             | 0             | 0       | 0       | 0    | 0    | 2         | 0         |
| 2012–13             | Liverpool                  | Premier League      | 7        | 0        | 2            | 0            | 2             | 0             | 4       | 0       | 0    | 0    | 15        | 0         |
| 2013–14             | Liverpool                  | Premier League      | 0        | 0        | 3            | 0            | 0             | 0             | 0       | 0       | 0    | 0    | 3         | 0         |
| 2014–15             | Liverpool                  | Premier League      | 3        | 0        | 0            | 0            | 2             | 0             | 0       | 0       | 0    | 0    | 5         | 0         |
| 2015–16             | Bradford City              | League One          | 3        | 0        | 0            | 0            | 0             | 0             | 0       | 0       | 0    | 0    | 3         | 0         |
| 2015–16             | NEC                        | Eredivisie          | 17       | 0        | 0            | 0            | 0             | 0             | 0       | 0       | 0    | 0    | 17        | 0         |
| 2016–17             | Feyenoord                  | Eredivisie          | 32       | 0        | 4            | 0            | 0             | 0             | 6       | 0       | 0    | 0    | 42        | 0         |
| Tổng cộng sự nghiệp | Tổng cộng sự nghiệp        | Tổng cộng sự nghiệp | 144      | 0        | 20           | 0            | 8             | 0             | 15      | 0       | 2    | 0    | 189       | 0         |

## Danh hiệu
Middlesbrough
- UEFA Cup (Về nhì): 2005–06
- Football League Cup: 2003–04